# Trichomycterus uisae
Trichomycterus uisae är en fiskart som beskrevs av Castellanos-morales 2008. Trichomycterus uisae ingår i släktet Trichomycterus och familjen Trichomycteridae. Inga underarter finns listade i Catalogue of Life.